# Andrés Cuevas
Andrés Cuevas González (Marbella, 8 de diciembre de 1949- Madrid, 19 de octubre de 2019) fue un político y sindicalista español, militante del socialismo de izquierda.

## Biografía
Oficial administrativo de profesión, Andrés Cuevas fue secretario general del Partido de Acción Socialista (PASOC-Andalucía), partido integrante de Izquierda Unida-Los Verdes-Convocatoria por Andalucía (IULV-CA).
Durante algunos años fue miembro de la Ejecutiva Andaluza de IULV-CA y del Consejo Federal de IU. Asimismo, es patrono y presidente de la Fundación de Estudios Socialistas (FUES) y patrono de la Fundación por el Progreso de Andalucía.
Ha sido concejal y primer teniente de alcalde de Marbella, así como diputado al Parlamento de Andalucía por la provincia de Málaga (1986-2000) y senador por designación autonómica (1989-1994). Asimismo, fue portavoz de la Comisión Mixta Congreso-Senado del Defensor del Pueblo y Derechos Humanos y, durante cuatro años, miembro del Consejo de Administración de RTVA.
En el VII Congreso Federal del Partido de Acción Socialista (Madrid, abril de 2001), donde se decidió la recuperación de la soberanía del partido; estuvo como delegado acreditado, votando en contra de la salida de Izquierda Unida, si bien por disciplina y acatando la mayoría se dio de baja en IU.
Fue elegido presidente federal del PASOC —en sustitución de Manuel Villar— en el VIII Congreso Federal del partido (2003). En los comicios municipales de ese mismo año fue cabeza de lista de la candidatura del PASOC al ayuntamiento de su ciudad natal.
Desde 2007 volvió a afiliarse como independiente en las filas de IU, siendo militante de base en la Asamblea Local de Marbella. Tras su regreso a IU formó parte del colectivo Recuperando el Socialismo. En las elecciones municipales de ese año estuvo presente en la plancha electoral de IU al ayuntamiento marbellí en un simbólico último puesto.
Tras una larga enfermedad falleció a los 69 años.